# Jan Sonneveld
Jan Sonneveld (ur. 13 maja 1933 w Zoetermeer, zm. 2 sierpnia 2022 w Wageningen) – holenderski polityk, agronom i dyplomata, deputowany do Parlamentu Europejskiego III i IV kadencji.

## Życiorys
Absolwent szkoły rolniczej w Wageningen (Landbouwhogeschool te Wageningen). Pracował w organizacji rolniczej, następnie w dyplomacji. Był attaché ds. rolnictwa w ambasadach w Bejrucie i Kairze, następnie stałym przedstawicielem Holandii przy Organizacji Narodów Zjednoczonych do spraw Wyżywienia i Rolnictwa, po czym do 1989 odpowiadał za rolnictwo w ambasadzie w Waszyngtonie.
Zaangażował się w działalność polityczną w ramach Unii Chrześcijańsko-Historycznej, z którą w 1980 współtworzył Apel Chrześcijańsko-Demokratyczny. W 1989 i 1994 był wybierany do Parlamentu Europejskiego, w którym zasiadał do 1999, wchodząc w skład grupy Europejskiej Partii Ludowej.